# 巴黎 (阿肯色州)
巴黎（英語：Paris）是一個位於美國阿肯色州洛根縣的城市。根據2020年美國人口普查，該地人口為3176人，而該地的面積約為12.56平方千米。同時該地也是洛根縣的縣治。

## 地理
巴黎的座標為35°17′30″N 93°43′34″W / 35.29167°N 93.72611°W，而該地的平均海拔高度為123米（即404英尺）。